# 亞美尼亞大地震 (電影)
《亞美尼亞大地震》是一部2016年的亞美尼亞災難劇情片，為薩里克·安卓斯楊執導和監製，改編自1988年的真實事件亞美尼亞大地震。電影在亞美尼亞於2016年9月13日上映。
該片被選入第89屆奧斯卡金像獎的最佳外語片代表亞美尼亞的候選片。但因電影不符合提交要求而被學院取消資格。

## 劇情
1988年12月7日，在亞美尼亞發生了一場史無前例的大地震，而造成嚴重的傷亡，這使得劫後餘生的人們必須相互幫助，以尋找四散的家人並度過這漫長的黑暗時刻。

## 演員
- 賽巴斯提安·西薩克 飾 Dider
- 莎賓娜·亞克梅朵娃 飾 Gayane
- 康斯坦汀·拉朗尼柯 飾 Konstantin Berezhnoy

## 外部連結
- 互联网电影数据库（IMDb）上《亞美尼亞大地震》的资料（英文）
- 開眼電影網上《亞美尼亞大地震》的資料（繁體中文）